# 光泉寺 (常滑市)
光泉寺（こうせんじ）は、愛知県常滑市にある真宗大谷派の寺院。山号は松林山。本尊は阿弥陀如来。

## 歴史
応仁元年１月（1467年）、現在の地に沸然上人（俗姓、藤原朝臣）を開山として創始される。
時期については、「常滑市誌」に文明７年（1475年）より少し前（沸然上人の没年の少し前）に、と記載されている。

永禄年間（1558年～1570年）に、一時、兵火のため焼失する。
その後、中興開基、賢了庵釈秀天により再興される。

中興二世の折に、妻、伝通院（徳川家康公の御生母、於大の方）の御乳母となり
また、その由緒を以って家康公より以下の御品を下賜される。
御紋付御打敷、御茶入、御菓子盆、長柄御傘

なお、伝通院の御位牌については、今も現に安置する。

本能寺の変（1582年）の折に、徳川家康公が三河への帰途につかれ、大野へ上陸されて成岩の常楽寺へ赴かれたさいに、記念に薙刀を置いていかれたと云われる。
また、一説には徳川家との姻戚関係により、拝領した物とも云われる。

慶長１３年１０月（1608年）、境内地２反５畝歩を拝領する。

元和３年（1617年）、尾張藩初代藩主、徳川義直公（源敬公）におかせられては、知多郡への御巡視の折に先々の縁故を以って、御立ち寄り被遊される。
また、伝通院の御菩提のため以下の御品を下賜される。
御紋付御長刀一振、御紋付御髪請、御紋付御提灯四張

万治２年（1659年）、尾張藩二代藩主、徳川光友公（源正公、瑞龍院）におかせられては、御鷹野の折に御立ち寄り被遊される。
また、その折に以下の御品を下賜される。
御紋付白地七條袈裟一衣、御懸物、古法眼筆、寒山之僧一軸

江戸時代初期までは、浄泉寺と云った。また、同中期には大野の光明寺の末寺であった。
その間、寛文９年（1669年）の頃、故あって、寺号を光泉寺へと改称する。

文政５年９月（1822年）、松林山の山号を申請する。

## 交通アクセス
鉄道
名古屋鉄道常滑線、大野町駅下車、徒歩35分
車
セントレアライン、常滑インターチェンジより車で10分

## 近隣情報
- 中部国際空港
- 愛知県立常滑高等学校
- 大野城 (尾張国知多郡)
- あいち知多農業協同組合